# Gregori de Rímini
Gregori de Rímini (ca. 1300, Rímini - 1358, Viena) fou un filòsof i teòleg, eremita agustí italià. Generalment se'l considera un dels darrers grans filòsofs escolàstics de l'Edat Mitjana.

## Biografia
Gregori ingressà a l'Orde de Sant Agustí. El 1323 ja fou mestre d'arts. Estudià arts als claustres de les universitats de Bolonya (1329-1338), Pàdua (ca. 1338), Perúgia i París (1320). Rebé el títol de mestre en teologia el 1345. Estudià particularment les obres de Guillem d'Occam i dels universitaris d'Oxford tant a Itàlia com a França, essent el primer a unir les tradicions de les universitats de París i d'Oxford.
El 1347 ensenyà a Pàdua, el 1351 a Perúgia, i finalment a Rímini. Fou nomenat ministre general de l'Orde dels Eremites de Sant Agustí el 1357. S'oposà al principal teòleg parisenc de l'època, Pere Aureolus, un semipel·lagià. Gregori de Rímini defensà la teoria de la doble predestinació. Fou admirat pels seus estudiants, qui l'anomenaven Doctor Acutus o Doctor Authenticus.

### Obres
- Cartes de quan fou mestre general dels Eremites de Sant Agustí, editades per A. de Meijer (Roma, 1976), Mathes (1969): Gregorii de Arimino OSA Registrum Generalatus 1357-1358.
- Comentari a les "Sentències" de Pere Llombard (Lectura super Primum et Secundum Sententiarum (conservades sota el títol d'Ordinatio o Lectura sobre el 1346) (edició d'A. D. Trapp i VC. Marcolino, De Gruyter, Berlín/Nova York, 1978-1987, 7 toms).
- Tractat sobre les quatre virtuts cardinals (De quattuor virtutibus cardinalibus)

### Estudis
- Jean Jolivet, "Sens des propositions et ontologie chez Pierre Abélard et Grégoire de Rimini", en Théories de la phrase et de la proposition de Platon à Averroès, Presses de l'École Normale Supérieure, Paris, 1999, pp. 307-321 (en francès).
- Paul Vignaux, Justification et prédestination au XIV° selon Duns Scot, Pierre d'Auriol, Guillaume d'Occam, Grégoire de Rimini, Bibliothèque de l'École des hautes études en Sciences religieuses, Paris, 1934 (en francès).